# Testflug zum Saturn
Testflug zum Saturn (auch: Der Test des Piloten Pirx; Originaltitel: polnisch Test pilota Pirxa, russisch Dosna nije pilota Porksa) ist ein 1979 veröffentlichter polnisch-sowjetischer Science-Fiction-Film von Marek Piestrak. Er basiert auf der Kurzgeschichte Die Verhandlung von Stanisław Lem. Der Film wurde 1981 unter dem Titel Der Test des Piloten Pirx erstmals in der DDR aufgeführt. 1984 wurde er in der Westdeutschland in der ARD gezeigt.

## Handlung
Nachdem neuartige, humanoide Roboter entwickelt wurden (die „Nichtlinearen“), tritt die UNESCO an den Raumpiloten Pirx heran, um ihn für eine Raumkreuzer-Testfahrt mit nichtmenschlichen Besatzungsmitgliedern zu gewinnen. Überprüft werden sollten dabei die Eignung, Leistungsfähigkeit und Zuverlässigkeit der Roboter. Pirx zeigt sich skeptisch sowohl in Bezug auf die versprochene Überlegenheit der Roboter als auch in Bezug auf den Auftrag, nimmt die Leitung der Testfahrt jedoch an, nachdem ein Mordanschlag auf ihn verübt wurde.
Vor und während der Reise in Richtung Saturn versucht Pirx, die Besatzungsmitglieder zu durchschauen, die ihm ihrerseits unter vier Augen bekunden, jeweils menschlich oder künstlich zu sein. Pirx’ Plan, eine Situation herbeizuführen, in der sich der Roboter dem Menschen als unterlegen herausstellen muss, geht auf, als das Absetzen einer Sonde  über der cassinischen Teilung der Saturnringe misslingt und Pirx keine Befehle gibt, die zu diesem Zeitpunkt zuverlässig zum Tod der menschlichen Besatzung des Raumschiffs geführt hätten. Stattdessen ist der „Nichtlineare“ gezwungen, in einer unklaren Situation intuitiv zu reagieren, was zum Scheitern seines Plans führt. Die Rakete durchquert die cassinische Teilung und kehrt zur Erde zurück. In einer anschließenden Gerichtsverhandlung wird Pirx entlastet.

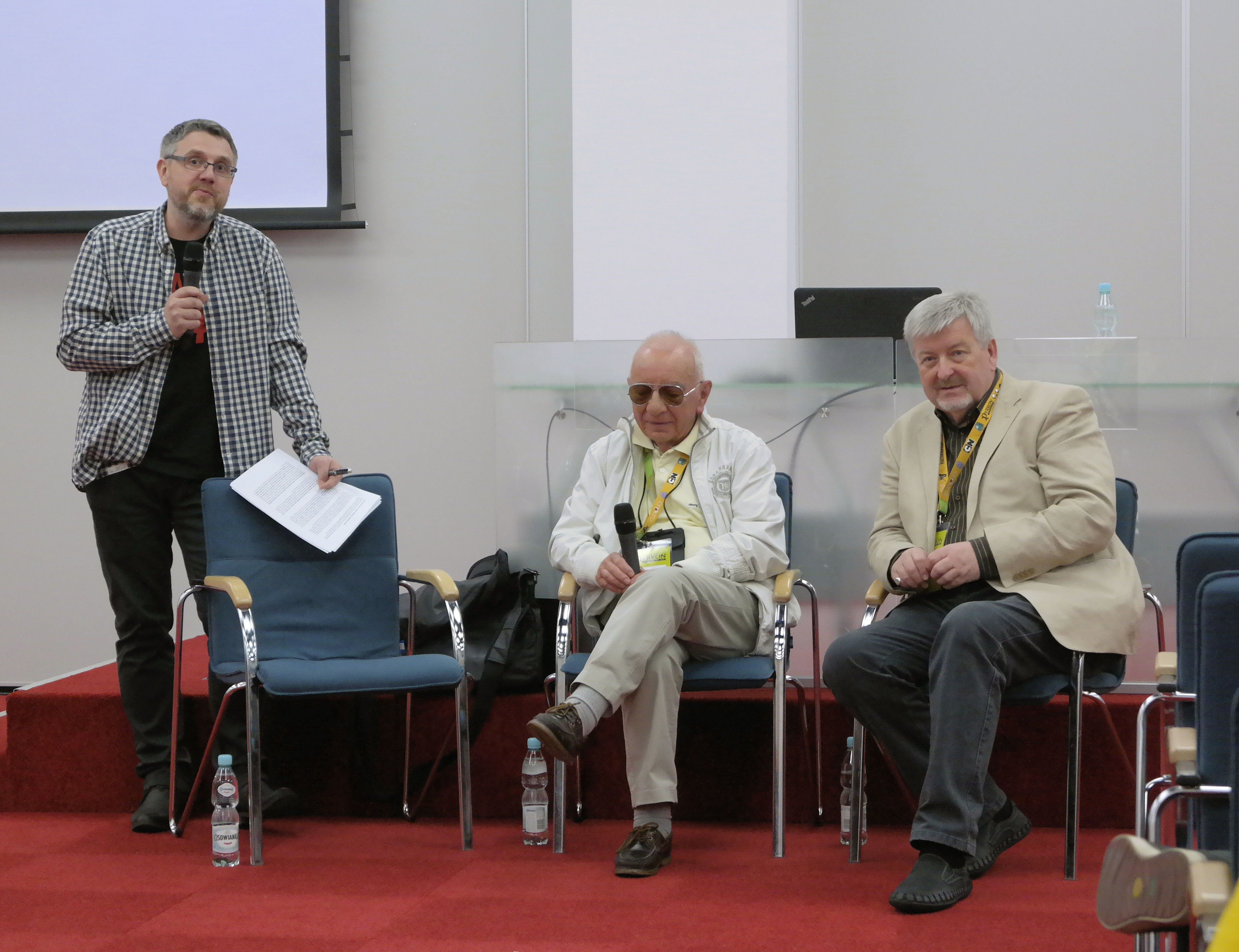
Mitte: Marek Piestrak (Regie), rechts: Zbigniew Lesien (John Calder), 2015

## Film und Vorlage
Die 1978 entstandene Verfilmung hält sich teils eng an die Vorlage, erweitert die Handlung aber um eine längere Vorgeschichte. Wissenschaftliche Ungenauigkeiten – beispielsweise ein minutenlanges Durchqueren der cassinischen Teilung durch solide wirkende Saturnringe – sind in Lems Kurzgeschichte korrekter beschrieben (in der die sehr dünnen Saturnringe praktisch augenblicklich passiert werden).
Auch die thematische Ausrichtung des Films entfernt sich leicht, aber maßgeblich von Lems Original. Krzysztof Loska merkt an, dass nach dem 1968 erschienenen Meilenstein 2001 – Odyssee im Weltraum von Stanley Kubrick das Thema der übermächtigen Elektronengehirne aufkam, die sich gegen die Menschen auflehnen. Im Testflug zum Saturn sei diese populäre Cyborg-Geschichte in den Vordergrund geschoben worden, während die zugrundeliegende Kurzgeschichte stärkeren Fokus auf die grundsätzliche Frage nach der Erschaffbarkeit und dem Wesen künstlicher Lebensformen und dem zugrundeliegenden Menschenbild legt. Loska betrachtet den „Testflug“ entsprechend als „unglückliche Adaption“.

## Synchronisation (ostdeutsche Fassung)
| Rolle          | Darsteller             | Synchronstimme        |
| -------------- | ---------------------- | --------------------- |
| Commander Pirx | Sergei Desnitsky       | Roland Hemmo          |
| Green          | Ferdynand Matysik      | Gert Gütschow         |
| Harry Brown    | Vladimir Ivashov       | Thomas Schneider      |
| Jan Otis       | Boleslaw Abart         | Hans Joachim Hegewald |
| John Calder    | Zbigniew Lesien        | Gottfried Richter     |
| Richter        | Janusz Bylczynski      | Walter Niklaus        |
| Kurt Weber     | Tõnu Saar              | Walter Jäckel         |
| McGuirr        | Igor Przegrodzki       | Hans Gora             |
| Mitchell       | Mieczyslaw Janowski    | Wolfgang Schmidt      |
| Staatsanwalt   | Edmund Fetting         | Fred Alexander        |
| Tom Nowak      | Aleksandr Kaydanovskiy | Dieter Bellmann       |
| Verteidiger    | Józef Fryzlewicz       | Georg Solga           |

## Synchronisation (westdeutsche Fassung)
| Rolle          | Darsteller             | Synchronstimme           |
| -------------- | ---------------------- | ------------------------ |
| Commander Pirx | Sergei Desnitsky       | Eckart Dux               |
| Green          | Ferdynand Matysik      | Rolf Schult              |
| Harry Brown    | Vladimir Ivashov       | Wolfgang Condrus         |
| Jan Otis       | Boleslaw Abart         | Andreas Mannkopff        |
| John Calder    | Zbigniew Lesien        | Claus Jurichs            |
| Richter        | Janusz Bylczynski      | Heinz Petruo             |
| Kurt Weber     | Tõnu Saar              | Knut Reschke             |
| McGuirr        | Igor Przegrodzki       | Joachim Röcker           |
| Mitchell       | Mieczyslaw Janowski    | Lutz Riedel              |
| Staatsanwalt   | Edmund Fetting         | Friedrich Georg Beckhaus |
| Tom Nowak      | Aleksandr Kaydanovskiy | Lothar Hinze             |
| Verteidiger    | Józef Fryzlewicz       | Manfred Grote            |
| Vorsitzender   | Marek Idzinski         | Arnold Marquis           |

## Kritik
Das Lexikon des internationalen Films lobt den Film als „perfekt inszeniertes und spannendes Weltraummärchen.“